# Ivanava

Ivanavas vapen.

Ivanava (belarusiska: Іванава, ryska: Иваново: Ivanovo, polska: Janów) är en stad i Brests voblast i sydvästra Belarus. Ivanava, som ursprungligen var en by vid namn Porkhovo,[källa behövs] hade 16 450 invånare år 2016.
År 1657 led den polske missionären Andreas Bobola martyrdöden i Ivanava.